# 中央人民政府和西藏地方政府关于和平解放西藏办法的协议
《中央人民政府和西藏地方政府关于和平解放西藏办法的协议》简称《十七条协议》，于1951年5月23日在中华人民共和国首都北京中南海勤政殿签订。

## 背景
1950年10月6日，中华人民共和国中央人民政府与西藏噶廈政府谈判破裂后，中国人民解放军第二野战军第十八军三万余人發動昌都戰役，向康区首府昌都发起攻击，很快就打败了只有八千余人的当地藏军。19日解放军攻克昌都，21日在后路被截断的情况下，藏军被迫投降。解放军殲滅5,700餘名西藏士兵，俘虏了包括多麦总管阿沛·阿旺晋美在内的军官和2,600余名士兵。
1950年11月7日，噶廈政府決定向聯合國求助制止中國共产党的進攻，隨後聯合國總部在13日收到印度代遞的要求。由於西藏並非聯合國成員，而印度自稱其因為地理與歷史淵源最有發言權，英美兩國決定此議案應由印度帶頭，而印度因不願得罪中國，因此不支持排入聯合國議程。11月14日，中美洲国家薩爾瓦多代表團團長埃克托·卡斯特罗（Hector Castro）要求聯合國秘書處直接將西藏遭侵略議案提交聯合國大會，但被拒绝。11月24日的總務委員會會議中，卡斯特罗的提案再度遭印度與蘇聯提議而無限期擱置。:52–57:61–63

## 談判過程
1951年4月，以阿沛·阿旺晋美为首的五人代表团前往北京。代表团到达北京时，喜饒嘉措的徒弟卻給魯珠來歡迎，警告阿沛共產黨老謀深算，談判一定要小心警惕，以及翻譯很重要，自願擔任翻譯，阿沛沒有理他。藏方的翻譯達拉·平措扎西为青海人，標準藏語、标准汉语都不行，所以大部翻譯工作都是由中方的葛然朗巴·平措汪杰担任。藏方提案包括：
- 西藏與中國繼續歷史上的供施（英语：Patron and priest relationship）（cho-yon）關係。
- 中國承認西藏的獨立地位。
- 西藏領土到達打箭爐。
- 西藏邊境由藏軍守衛。
- 中國可以在西藏設大使館，使館官員人數不得超過100人。

中方拒絕討論藏方提案，因此談判以中方十點作為基礎。:760-761
中方十點为1950年中央政府批准的《进军西藏及和平谈判的十大政策》：
1. 西藏人民团结起来驱逐英美帝国主义侵略势力出西藏，西藏人民回到中华人民共和国祖国的大家庭来；
2. 实现西藏民族区域自治；
3. 西藏现行各种政治制度维持原状概不变更，达赖活佛地位及职位不予变更。各级官员照常供职；
4. 实行宗教自由，保护喇嘛寺庙，尊重西藏人民的宗教信仰和风俗习惯；
5. 维持西藏现行军事制度不变；西藏现有军队为中华人民共和国国防武装之一部分；
6. 发展西藏民族的语言文字与学校教育；
7. 发展西藏的农牧工商业，改善人民生活；
8. 有关西藏的各项改革事业，完全根据西藏人民的意志，由西藏人民采取协商方式加以解决；
9. 对于过去亲英美和亲国民党的官员，只要他们脱离与英美帝国主义和国民党的关系，不进行破坏和反抗，一律继续任职，不咎既往；
10. 中国人民解放军进入西藏，巩固国防。人民解放军遵守上列各项政策。人民解放军的经费完全由中央人民政府供给，人民解放军实行买卖公平[12][13]。

谈判进入尾声時，藏方反對在西藏成立军政委员会，表示已经有噶厦政府，上面不要再有军政委员会，谈判陷入僵局。反复争论後，平措汪杰表示军政委员会的首脑将会是达赖喇嘛，說服了藏方接受。

## 簽訂過程

1951年5月24日阿沛·阿旺晋美向毛泽东敬献哈达

1951年5月23日，五人代表团在没有向西藏政府汇报的情况下，代表西藏政府签订了《中央人民政府和西藏地方政府关於和平解放西藏办法的协议》，一共十七条。代表没有向西藏政府汇报的原因，是阿沛·阿旺晋美認為西藏無力在軍事上抵抗解放軍的進攻，而又無法取得外國援助，因此達成協議以爭取有利條件，这比遵守政府指示汇报重要，其他代表也一致同意。:98
美國國務院認為，即使西藏代表团沒有受到脅迫，達賴喇嘛仍然可以有各種理由否定他們簽的協议。:7801951年5月27日，達賴喇嘛於從北京的廣播中得知此消息後，達賴喇嘛和大部分貴族在8月回到拉薩，並和中共合作。10月24日，達賴喇嘛致電中國共產黨中央委員會主席毛澤東，表示同意十七條協議；兩天後毛澤東覆電祝賀，同日解放軍進入拉薩，中共此後稱為和平解放。
1959年藏區騷亂後，達賴喇嘛流亡印度，便於1959年6月20日重新發了一份聲明，稱「十七條協議」是西藏政府和西藏人民在「武力下逼迫」簽訂的，後來合作的時候中國中央政府也沒有遵守協議，宣佈不承認「十七條協議」。後來西藏流亡政府指控，当年由阿沛·阿旺晉美率领的5人谈判代表团，是在中共当局的逼迫下和北京签署17条和平协议。当时他们在无法通知西藏政府的情况下，代表團的代表是以个人名义在协议上签名，文件上的印章没有代表的正式官衔，雖然是西藏代表團但代表不能代表西藏。

## 协议名稱與藏文翻譯
依据中华人民共和国政府的解释，「解放」有三種：「和平統一」、「和平解放」、「武力解放」；「和平解放」不排除在初期或有限的使用武力，协议因此稱為「和平解放」。西藏政府代表討論了协议名稱中「西藏地方政府」的意義，但是因為藏文中它的意義是西藏「地區的政府」（THL藏文轉寫：sane sishung；威利轉寫：gzhis gzhung），而且用語是藏文中的「政府」（གཞུང；THL藏文轉寫：shung；威利轉寫：gzhung）；而「中央人民政府」的用語並沒有使用藏文中的「中央政府」（དབུས་གཞུང；THL藏文轉寫：üshung；威利轉寫：dbus gzhung）一詞，而是音譯為zhongyang（藏人認為指中國），因此沒有爭議:101,577,580。
參與翻譯協議的黄明信回憶，當時「中华」、「人民」、「解放」等词的藏文译法引起争论。藏文里没有现成的词翻譯「中华」與「中國」。藏文中用「རྒྱ་ནག」（威利轉寫：rgya nag，黑色帝国）一詞所指「中國」，但並不包含西藏，明示西藏與中國的分別，因此譯者創造了一個新詞來表達包含西藏的「中國」。茨仁夏加、史伯嶺表示，這不是因為藏人不知道自己國家的名稱——藏人稱藏地（不包括漢地）為「蕃」（བོད；威利轉寫：bod）——而是因為藏人從前沒有「西藏是中國不可分割的一部分」的概念。

## 协议文本
协议文本分为汉文本和藏文本。汉文本文字为自右向左竖排，藏文本文字为自左向右横排。《中央人民政府和西藏地方政府关于和平解放西藏办法的协议》原件藏于西藏自治区档案馆。

## 签字者
中央人民政府全权代表
首席代表：李維漢（中共中央统战部部长、中央人民政府民族事务委员会主任委员）
代表：
- 張經武（中央人民政府人民革命军事委员会办公厅主任、中央人民政府人民革命军事委员会人民武装部部长）
- 張國華（中国人民解放军第18军军长）
- 孫志遠（西南军政委员会秘书长）

西藏地方政府全权代表
首席代表：阿沛·阿旺晉美（噶伦）
代表：
- 凱墨·索南旺堆（札萨、藏军司令）
- 拉乌达热·土丹旦达（堪仲、四品僧官）
- 土登列門（堪仲、四品僧官）
- 桑頗·丹增頓珠（藏军二代本）

## 协议秘密附件
在藏方要求下，除了协议之外，雙方當時還簽訂了协议附件，在中方要求下，當時附件沒有公開。1982年藏人著作提到了附件，達賴喇嘛可選擇出國而不影響其地位職權。1989年7月31日阿沛·阿旺晉美在西藏自治区第五届人大第二次会议上，表示附件有7条，第一條是達賴喇嘛可出國5年而不影響其地位職權，第二條是在建立西藏軍區時，要有一二位噶廈噶倫擔任軍區的副總司令。中國方面聲稱這些附件在90年代公布，國外學者則對附件有幾個及其內容還沒有共識。中方表示：協議有兩個附件，附件一是「關於人民解放軍進駐西藏的若干事項的規定」，內容有7条，包括進藏兵力一個軍左右、藏軍改編為解放軍、解放軍經費及物資由中央人民政府供給等。附件二是「西藏地方政府關於執行協議的聲明」，內容主要是協議簽訂後第一年，達賴喇嘛可自行選擇是否出國，在此期間返職，地位職權不變。茨仁夏加的《龍在雪域》與藏人行政中央採用了阿旺晋美的說法:68。

## 後續發展

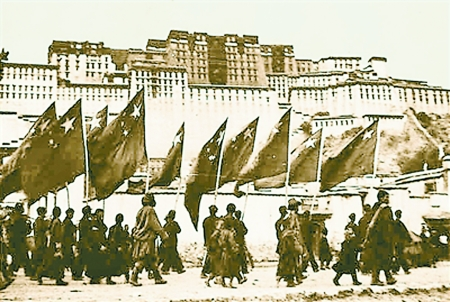
1951年10月26日，解放军先头部队进入拉萨

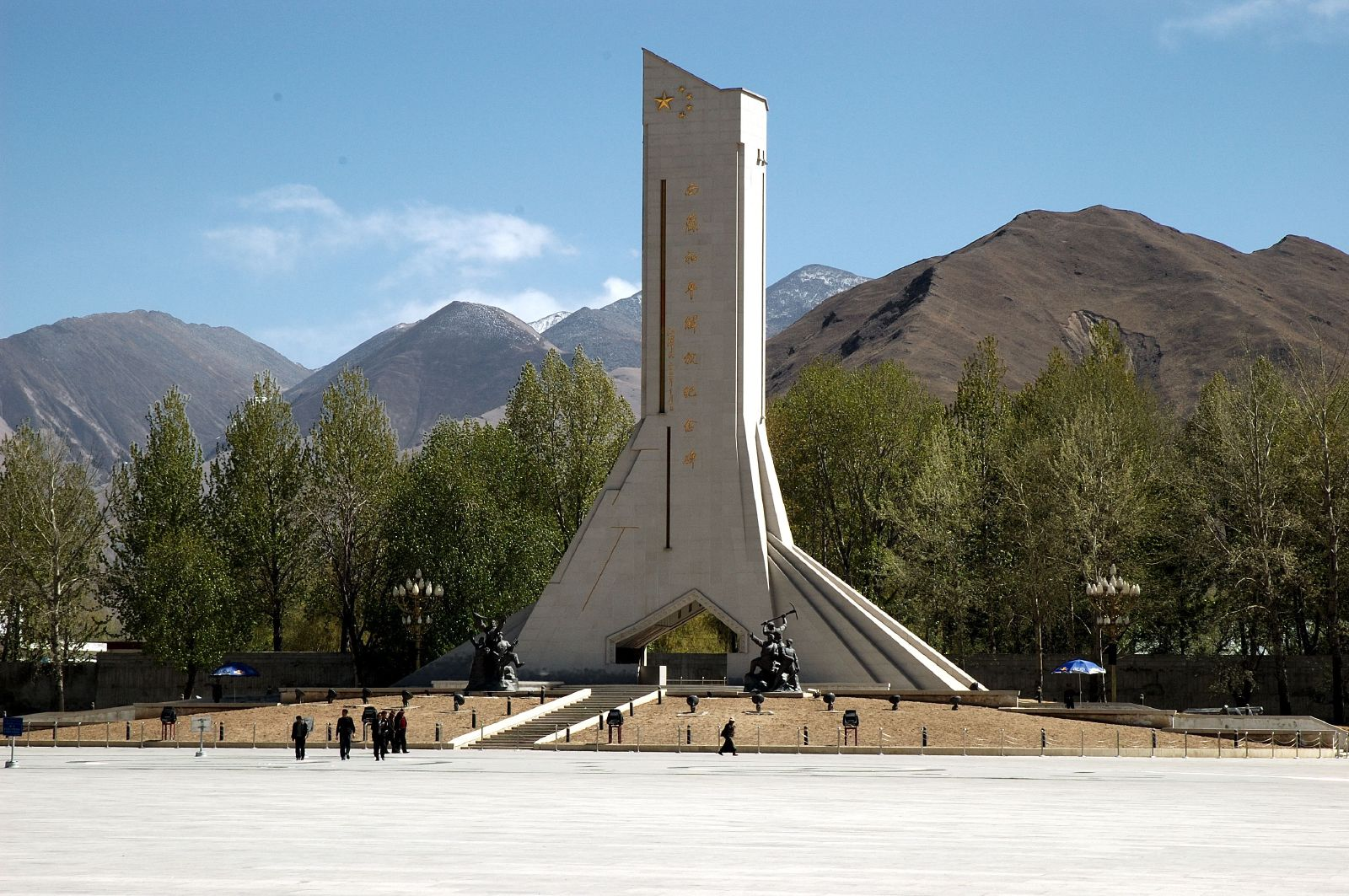
西藏和平解放紀念碑

1954年中華人民共和國頒布《憲法》取消原有《十七條協議》裡的西藏特殊自治狀態，與中華人民共和國一體化。
中共統治西藏後，西藏噶厦在起初的幾年與中国共產黨方面和平共存，而且除了昌都城關鎮一帶被中国人民解放军控制外，其餘的土地仍在西藏噶厦管轄之下:96,97,128。1950年昌都战役后，原西康省西部暨康区金沙江以西区域（原由西藏噶厦实际控制）作为昌都地区设立了昌都地区人民解放委员会，直属中央人民政府。昌都地区从此实际上被划在西康省之外。此外，1952年4月28日，第十世班禅额尔德尼来到拉萨，此后经西藏噶厦同班禅堪布会议厅谈判，双方就如何恢复班禅额尔德尼的固有地位和职权达成协议。此后，班禅额尔德尼于6月9日离开拉萨，6月23日回到了历世班禅额尔德尼驻锡的日喀则扎什伦布寺。在這段時期，中国共產黨方面給予西藏噶厦高度自治，並且能維持原本的社會體制，惟需不得違抗中共的命令:52-54:p148,149,151。1955年，西康省被撤销，原西康省（藏人文化上的康区）的金沙江以东区域划归四川省。1956年，西藏自治区筹备委员会成立，西藏自治区开始筹备设立，西藏噶厦、昌都地区人民解放委员会、班禅堪布会议厅委员会均改归其领导；此后，西藏噶厦、昌都地区人民解放委员会、班禅堪布会议厅委员会仍然均在运转，昌都地区也改由西藏自治区筹备委员会控制，从而正式归属西藏。
因为安多、康区等地自清朝起已劃入青海省、甘肃省、四川省、云南省，不屬於西藏噶厦的控制范围，同时也不包括在《關於和平解放西藏辦法的協議》中，均未受到协议中西藏改革需噶厦主动进行这一条款的約束，1955年12月，共产黨即将在四川省凉山地区入鄉展开土地改革和民主改革时，当地爆发了部分彝族和藏族人抗拒的大规模武装骚乱，四川省甘孜藏族自治州（属于金沙江以东的東部康區）内大部分地区卷入骚乱，同中国人民解放军展開激戰。此后，四省藏区纷纷发生骚乱:53。后来，當戰火於1959年蔓延到西藏拉薩時，達賴喇嘛自西藏逃往印度。其後，西藏噶厦政府和中华人民共和国中央人民政府均认为《關於和平解放西藏辦法的協議》不再有效，中央人民政府亦解散了西藏噶厦政府:160-161:54-55:208,240,241。事後，西藏自治区筹备委员会接管了西藏噶厦原来的政務，而噶厦大部分官员流亡印度，并在印度成立了西藏流亡政府。
西藏和平解放紀念碑由中華人民共和國於2001年7月18日奠基，是為了紀念「西藏和平解放」50周年。

## 评论

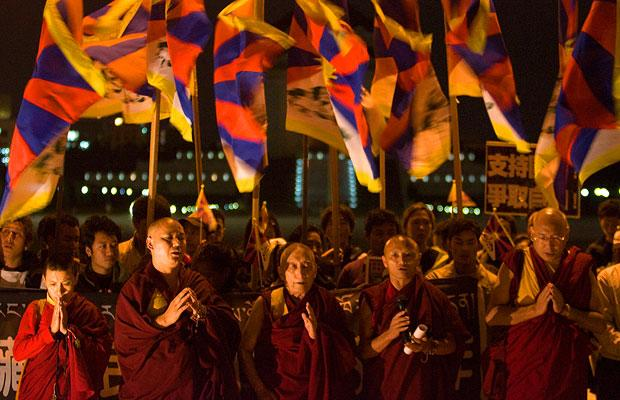
2009年西藏喇嘛與臺灣人在臺北為爭自由西藏而祈禱

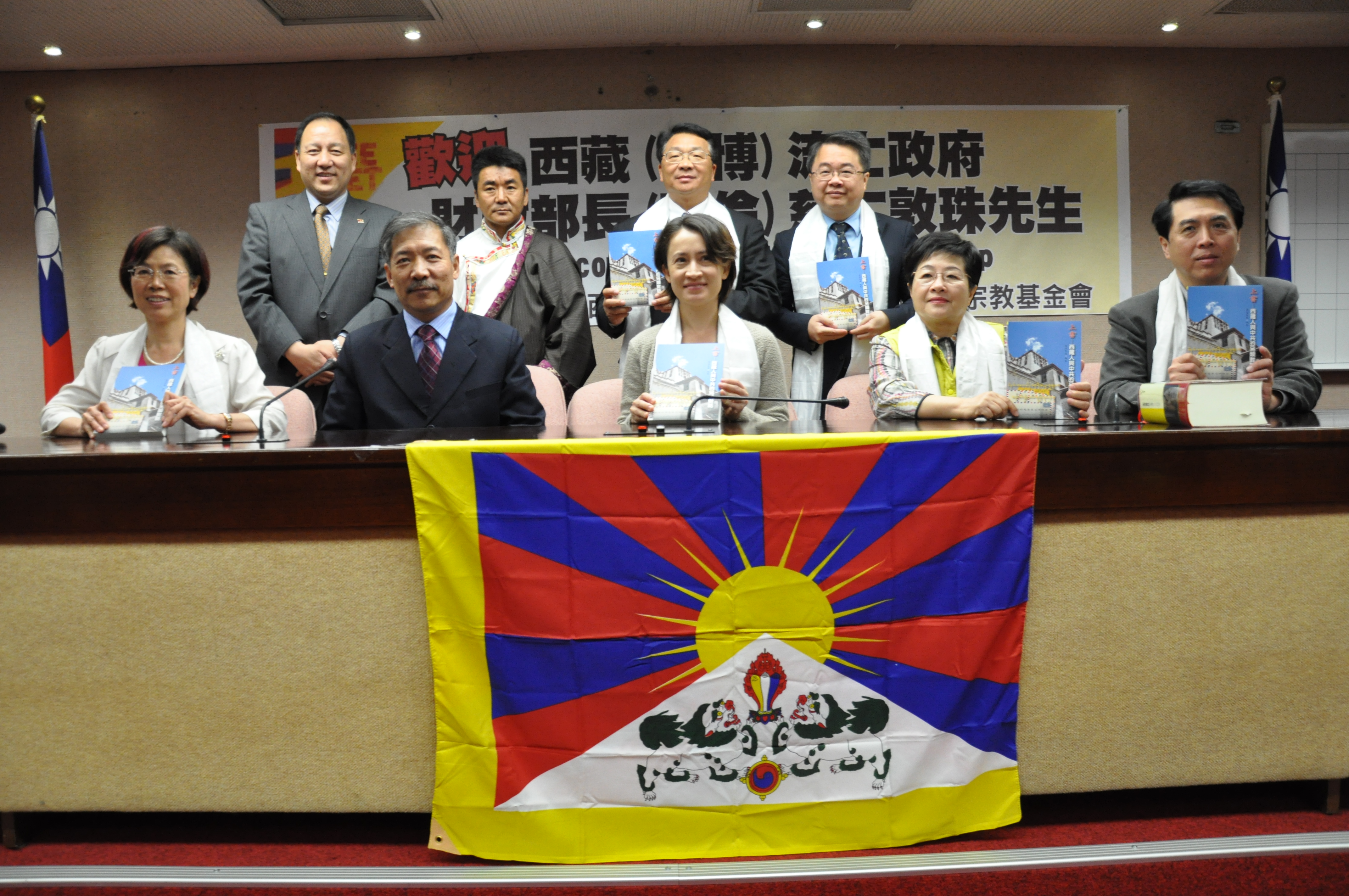
西藏流亡政府財政部長拜訪臺灣立法院

时任中華民國總統陳水扁於2008年藏區衝突發生之際表示「西藏與中國雖然簽署了和平協議，但協議隨時可能變成廢紙」、「仍無法避免1959年的血腥鎮壓，1989年也再度爆發血腥鎮壓，當時下令鎮壓的就是當時擔任西藏黨委書記的胡錦濤，19年後，胡錦濤成為中共總書記，仍再度發生這件令人遺憾的事件」。陳水扁又指責北京當局，時任國務院總理溫家寶在總理記者會之發言為「黑白講」。
曾任海峽交流基金會副董事長暨秘書長、行政院大陸委員會顧問、中華民國駐美國副代表、僑務委員會副委員長、駐俄羅斯代表等職的陳榮傑表示「1951年，西藏在砲火下，簽署《和平解放西藏協議》，其後，中共動輒鎮壓，所謂和平協議不如廢紙一張。國共打打談談，和談只是另一場戰爭的開始。」
民主進步黨在質疑時任總統馬英九所提依「國家需要、民意支持（先經公民投票同意）、國會監督」等前提條件與北京方面簽署和平協議時，舉西藏與北京簽署和平協議的歷史案例表示，西藏地方政府與中國共產黨和談失敗的經驗，在國際上是研究中國外交談判的重要案例，中國共產黨不是可以「輕易信賴」的談判對象。和平協議若缺乏第三者的監督與保證，對台灣根本沒有保障。台灣的「圖博之友會」強調，當年西藏同北京簽署協議時是用政府名義簽的。台灣團結聯盟黨主席黃昆輝則警告：中國共產黨在簽完此協議之後就大舉進軍（派共軍佔領）西藏，殷鑑不遠。
達賴喇嘛領導的西藏流亡政府認為，「十七條入藏協議」是在解放軍大舉進入西藏後，強加給西藏政府的城下之盟，是不平等條約。2012年，达赖喇嘛在美国明尼苏达州罗切斯特对中国学生讲话时提到，当时签署的十七条协议可以实现西藏在中国自治，为实际上的“一国两制”。
藏學家梅爾文·戈爾茨坦認為，该协议有效性的前提是西藏代表有全权签署协议，而事實「並非如此」。同時他亦指出達賴喇嘛指責中央政府脅迫他們簽署條約是不正確的，因為西藏代表們可以自由地選擇簽字和離開北京，西藏代表感受到如果協議沒有達成中共就會使用武力取得西藏的威脅，然而根據國際法這點並不能成為協議無效的理由（針對這點戈爾斯坦以美國使用核武促使日本投降作為例子），因為只要沒有對簽署方作出人身暴力（或暴力威脅），協議都是有效的:106–107。

## 註解
1. ↑  西藏代表討論了协议中「西藏地方政府」的意義，但是因為藏文中它的意義是西藏「地區的政府」（THL藏文轉寫：sane sishung；sishung的威利轉寫：gzhis gzhung），而且用語是藏文中的「政府」（THL藏文轉寫：shung；威利轉寫：gzhung）；而「中央人民政府」的用語並沒有使用藏文中的「中央政府」（THL藏文轉寫：üshung；威利轉寫：dbus gzhung）一詞，而是音譯為zhongyang（藏人認為指“中國”），因此沒有爭議。[9]:101,577,580